# Namena Lala
Namena Lala (někdy též Namenalala) je vulkanický ostrov ležící 24 kilometrů od zátoky Wainunu na fidžijském ostrově Vanua Levu. Nachází se na 17,11° jižní šířky a 179,10° východní délky. Má rozlohu 4 km², maximální výška je 105 metrů. Na ostrově je letovisko Moody's Namenalala Island a přírodní rezervace.